# Парламентские выборы в Италии (1874)
Всеобщие парламентские выборы 1874 года прошли 8 (первый тур) и 15 ноября (второй тур). На них были выбраны 508 членов Палаты депутатов Королевства Италия.
Активность избирателей несколько выросла по сравнению с предыдущими выборами. В голосовании приняли участие 318 517 человек из 571 939 имевших право голоса (население Италии на тот момент составляло около 28 млн), таким образом явка составила 55,69 %. Явка могла быть и выше если бы не противодействие со стороны Католической церкви, глава которой, Пий IX, недовольный присоединением к Итальянскому королевству Рима и лишением пап светской власти, запретил католикам участвовать в выборах.

## Результаты выборов
| Партия                            | Оригинальное название | Голоса  | %     | Места |
| --------------------------------- | --------------------- | ------- | ----- | ----- |
| «Правая»                          | итал. Destra          | 106 066 | 33,3  | 244   |
| «Левая»                           | итал. Sinistra        | 103 518 | 32,5  | 232   |
| Радикалы                          | итал. Estrema         | 5 096   | 1,6   | —     |
| Другие кандидаты                  |                       | 103 839 | 32,6  | 32    |
| Недействительные голоса           |                       | 11 614  | –     | –     |
| Всего                             |                       | 318 517 | 100   | 508   |
| Зарегистрировано избирателей/Явка |                       | 571 939 | 55,69 |       |

## Итоги выборов
Правящая либерально-консервативная партия «Правая» во главе с председателем Совета министров Джованни Ланца смогла немного улучшить свои показатели, получив примерно 48 % из 508 мест в палате. Всё же правым, представлявших в значительной степени аристократию Северной Италии и придерживавшихся умеренно-консервативных взглядов, вновь потребовалась поддержка умеренного крыла «Левой» и части независимых для того, чтобы обеспечить себе парламентское большинство.
Ситуацию усложнил раскол между основными течениями внутри «Правой», «постоянными либералами», представлявшими преимущественно Пьемонт, и так называемой «Кликой», объединявшей в первую очередь депутатов от Тосканы и Южной Италии. В частности, тосканские депутаты были недовольны тем, что премьер-министр Ланца и сменивший его Марко Мингетти, проводившие жёсткую налогово-бюджетную политику для достижения сбалансированности государственных финансов, отказывались помогать в решении финансовых проблем Тосканы. Недовольство политикой правительства высказывали и депутаты от южно-итальянских регионов, выступавшие против излишней на их взгляд централизации и требовавшие больше внимания уделять развитию Юга.
Раскол между фракциями «Правой» углублялся и через полтора года привёл к поражению кабинета Мингетти на голосовании по национализации железных дорог и его отставке 25 марта. Новый кабинет сформировал лидер «Левой» Агостино Депретис, получивший поддержку 414 из 508 депутатов. Впервые в истории Италии правительство было отправлено в отставку не монархом, а парламентом. Это событие вошло в историю под названием «Парламентская революция» и ознаменовало закат эпохи доминирования «Правой» в итальянской политики. Выборы 1874 года стали последними на которых правые смогли занять первое место по количеству завоёванных мандатов.